# Vähä-Petäjäjärvi
Vähä-Petäjäjärvi är en sjö i kommunen Juupajoki i landskapet Birkaland i Finland. Sjön ligger 116,2 meter över havet. Arean är 59 hektar och strandlinjen är 8,9 kilometer lång. Sjön  ingår i Kumo älvs huvudavrinningsområde.   Den ligger omkring 51 km nordöst om Tammerfors och omkring 180 km norr om Helsingfors. 